# Persoonia
Persoonia es un género de 98 especies de arbustos y pequeños árboles en la tribu Persoonioideae en una gran y diversa familia de plantas que es la Proteaceae. En los estados del este de Australia, son conocidos comúnmente como geebungs, mientras que en Australia Occidental y Australia Meridional se les llama bajo el nombre común snottygobbles. El nombre genérico es en honor de micólogo y botánico holandés Christiaan Hendrik Persoon.
Todas las especies son endémicas de Australia, sin embargo una especie cercana, Toronia toru se encuentra en  Nueva Zelanda y ha sido descrita anteriormente como una especie dentro del género Persoonia. Se encuentran distribuidas principalmente en regiones no-áridas. Una especie, Persoonia pertinax, se encuentra solamente en el  Gran Desierto de Victoria, mientras unas pocas especies se aventuran dentro de las zonas áridas, pero la mayor parte están concentradas desde las partes subtropicales a las templadas del sudeste y sudoeste de Australia, incluyendo Tasmania.

## Ecología

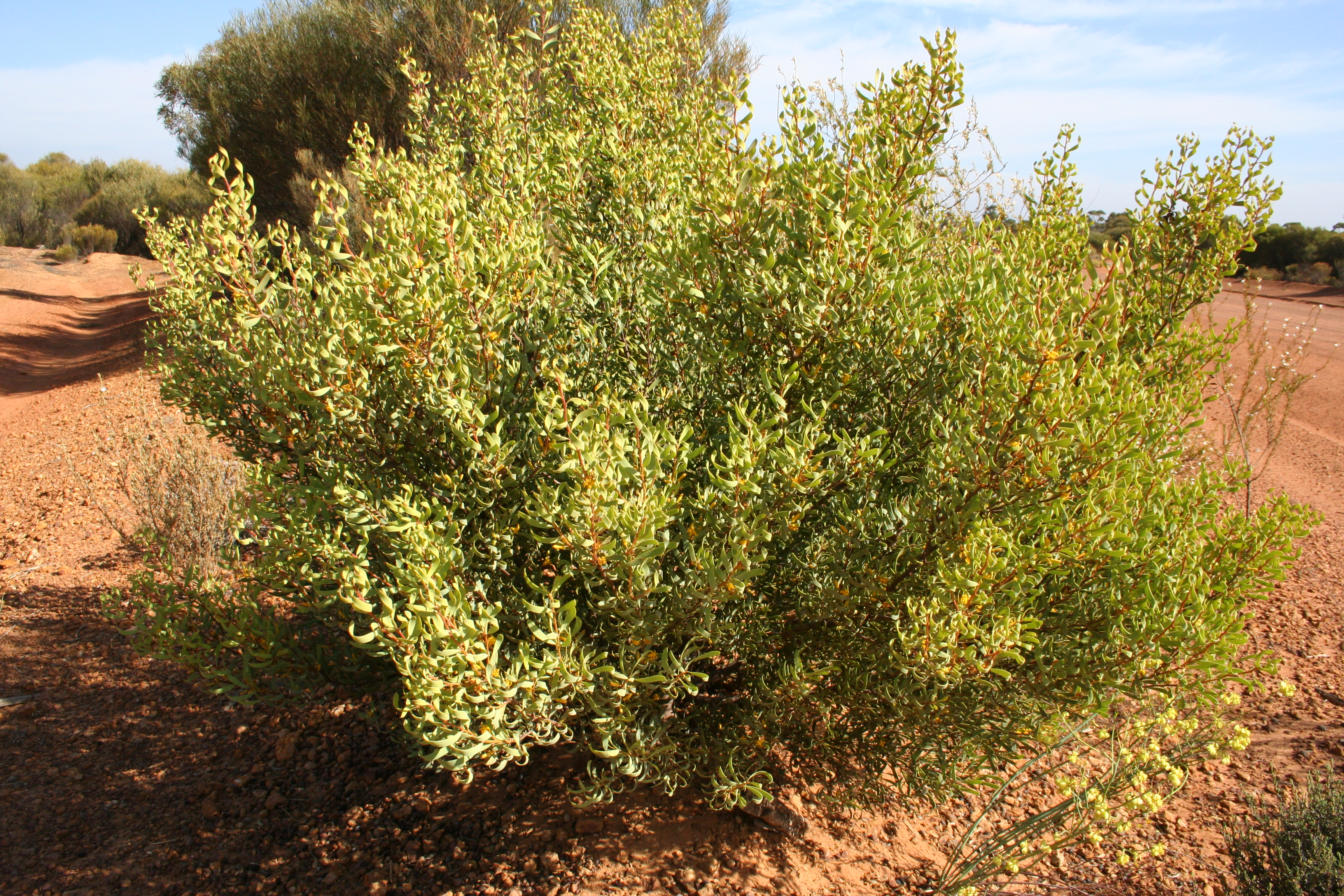
Persoonia coriacea sobre la carretera Marvel Loch Forrestiana, al sur de Yellowdine, WA.

La mayor parte de las plantas crecen en suelos bien drenados, ácidos, silíceos que son bajos en nutrientes, sin embargo una, Persoonia graminea, se desarrolla en hábitats pantanosos, otras tres (Persoonia acicularis, Persoonia bowgada y Persoonia hexagona) toleran suelos suavemente calcáreos, y algunas especies del sureste a veces crecen en suelos derivados de basalto pero esas son excepcionales. La gran diversidad de especies se encuentra en áreas con suelos derivados de arenisca y granito.
Poco se sabe de las interacciones entre microorganismos y las especies de Persoonia. Asociaciones micorrizales no se han reportado para alguna de las especies de Persoonioideae. Algunas especies de Persoonia (como P. elliptica, P. gunnii, P. longifolia, P. micranthera, P. muelleri) son conocidas por ser altamente susceptibles a infecciones por un Oomycete, Phytophthora cinnamomi, en la naturaleza y este patógeno es fuertemente sospechoso de ser responsable por las muertes de muchas otras especies en cultivo.
Las comunidades esclerófilas en las cuales las especies de Persoonia usualmente viven, son medio ambientes propensos al fuego, no sorprendentemente, las especies de Persoonia están adaptadas al fuego con moderada frecuencia. Las más obvias  adaptaciones son características que permiten a las plantas sobrevivir a lo incendios, aunque en un estado más o menos propenso. Muchas especies, especialmente en el sureste, son lignotuberosas, retoñan de un nivel de suelo después de un incendio. Algunas también desarrollan cortezas gruesas que protegen los brotes epicórmicos, los cuales retoñan de los troncos y largas ramas después del fuego. Las más llamativas de esas son cuatro especies "corteza de papel": P. falcata, P. levis, P. linearis y P. longifolia. Las que rebrotan sus ramas con una corteza menos conspicua incluyen P. amaliae, P. elliptica, P. katerae y P. stradbrokensis. Las especies sensibles al fuego sobreviven al fuego por medio de las semillas enterradas, las cuales tienden a germinar prolíficamente después del disturbio. Estas especies parecen requerir un intervalo de al menos ocho años entre incendios, permitiendo a las plantas recién germinadas alcanzar la madurez reproductiva y establecer un banco de semillas de reemplazo. Los patrones y procesos naturales envueltos en esta clase de ciclo de vida, incluyendo la longevidad de la semilla, los estímulos medioambientales  que propician la germinación, y aún el tiempo requerido de la germinación a la primera floración aún se entienden pobremente.
La interacción más estudiada entre los animales y las especies de  Persoonia es aquella entre las plantas y sus polinizadores. Todas las especies que han sido estudiadas en detalle se han encontrado polinizadas por una gran variedad de abejas nativas, pero especialmente la especie Leioproctus subgénero Cladocerapis (Colletidae), la cual raramente visita las plantas excepto Persoonia (ver Maynard 1995, Bernhardt and Weston 1996). El comportamiento de esas abejas en las flores de Persoonia es completamente predecible. Tanto los machos como las hembras se posan en la "plataforma" formada por las puntas de las anteras recurcadas, se orientan a ellas mismas para encarar una de las anteras/tépalos, entonces se deslizan, encaran primero, hacia abajo la antera y el estilo para alcanzar las dos glándulas en cualquiera de los dos lados de la base del tépalo, y beber el néctar de ellos. Las hembras recolectan los granos de polen con sus patas mientras beben el néctar. El insecto entonces se retira hacia la parte superior de la flor, hace un giro de 180°, entonces repite el proceso en el otro lado de la flor. Otro grupo de especies de Leioproctus, subgénero Filiglossa, también se especializa en alimentarse en las flores de Persoonia, pero esas abejas más pequeñas parecen ser "ladronas" de néctar y polen, y no efectivos polinizadores. La introducida abeja europea, (Apis mellifera) es también un frecuente visitante de las flores de Persoonia en la mayor parte de los sitios pero no está claro si esta especie es un polinizador.
Los frutos carnosos de las especies de Persoonia están claramente adaptados para la dispersión animal pero no existe la seguridad si mamíferos tales como possums y walabíes o las grandes aves voladoras como currawongs son los más importantes dispersadores. Otro grupo de aves, los loros, también consumen frutos de Persoonia, pero estos comen las semillas frutos inmaduros y por lo tanto su interacción con Persoonia es predatoria en vez de simbiótica.

## Especies

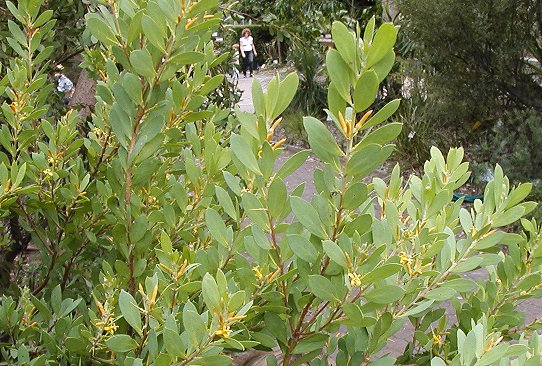
Persoonia lanceolata, cultivated Royal Botanic Gardens, Sydney.

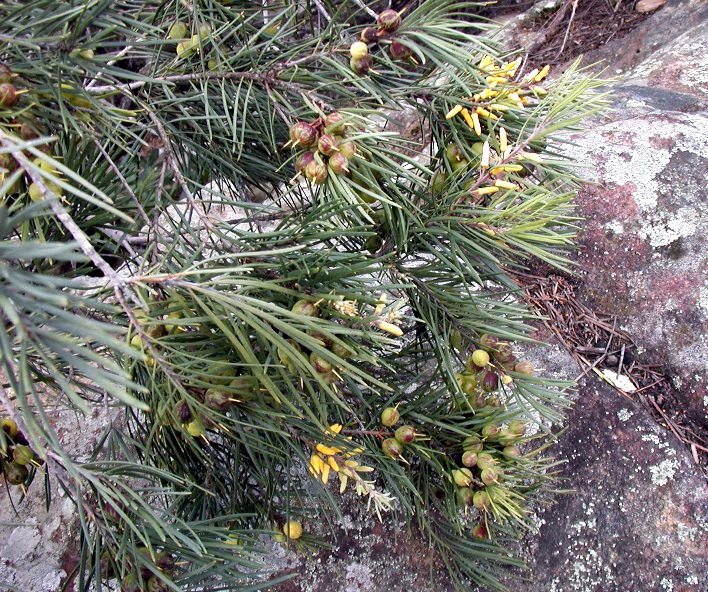
Persoonia linearis fruit (Geebungs) and flowers

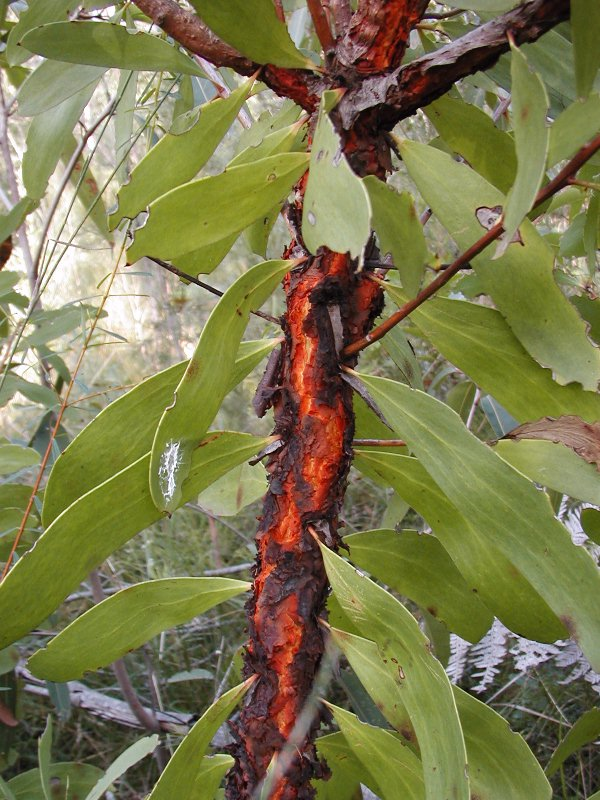
Persoonia levis bark

| - Rufiflora Group - Persoonia inconspicua - Persoonia brevirhachis - Persoonia rufiflora - Laurina Group - Persoonia laurina - Persoonia confertiflora - Persoonia silvatica - Longifolia Group - Persoonia longifolia - Persoonia elliptica - Arborea Group - Persoonia arborea - Persoonia subvelutina - Gunnii Group - Persoonia gunnii - Persoonia muelleri - Persoonia moscalii - Lanceolata Group - Persoonia juniperina - Persoonia chamaepeuce - Persoonia virgata - Persoonia tenuifolia - Persoonia acerosa - Persoonia myrtilloides - Persoonia brevifolia - Persoonia acuminata - Persoonia recedens - Persoonia oxycoccoides - Persoonia asperula - Persoonia microphylla - Persoonia terminalis - Persoonia bargoensis - Persoonia nutans - Persoonia laxa - Persoonia oblongata - Persoonia marginata - Persoonia daphnoides - Persoonia procumbens - Persoonia oleoides - Persoonia rufa - Persoonia cornifolia - Persoonia katerae - Persoonia adenantha - Persoonia stradbrokensis - Persoonia prostrata - Persoonia conjuncta - Persoonia media - Persoonia iogyna - Persoonia tropica - Persoonia amaliae - Persoonia volcanica - Persoonia hirsuta - Persoonia chamaepitys - Persoonia sericea | - Lanceolata Group (continuaión) - Persoonia fastigiata - Persoonia subtilis - Persoonia curvifolia - Persoonia cuspidifera - Persoonia rigida - Persoonia mollis - Persoonia lanceolata - Persoonia glaucescens - Persoonia levis - Persoonia linearis - Persoonia pinifolia - Persoonia isophylla - Persoonia coriacea - Persoonia helix - Persoonia pertinax - Persoonia cymbifolia - Persoonia leucopogon - Persoonia pungens - Persoonia baeckeoides - Dillwynioides Group - Persoonia cordifolia - Persoonia dillwynioides - Persoonia flexifolia - Graminea Group - Persoonia graminea - Persoonia micranthera - Chapmaniana Group - Persoonia chapmaniana - Persoonia pentasticha - Quinquenervis Group - Persoonia trinervis - Persoonia angustiflora - Persoonia papillosa - Persoonia bowgada - Persoonia hexagona - Persoonia spathulata - Persoonia scabra - Persoonia quinquenervis - Persoonia striata - Persoonia sulcata - Persoonia acicularis - Persoonia rudis - Persoonia filiformis - Teretifolia Group - Persoonia falcata - Persoonia biglandulosa - Persoonia brachystylis - Persoonia kararae - Persoonia stricta - Persoonia saundersiana - Persoonia teretifolia - Persoonia comata - Persoonia saccata - Persoonia hakeiformis |